# Cloverdale (Oregon, Deschutes megye)
Cloverdale az Amerikai Egyesült Államok északnyugati részén, Oregon állam Deschutes megyéjében, az Oregon Route 126 mentén elhelyezkedő önkormányzat nélküli település.

## Története
A település a 19. században a Prineville-be vezető, a Santiam Wagon Roadot elkerülő alternatív útvonal fontos megállója volt; kovácsműhely és istálló is volt itt. Az 1920-as vagy 1930-as években az utat már nem használták; az épületek egy része összedőlt, egy részüket pedig lebontották vagy elköltöztették.
A helységet R. A. Ford farmer és a tankerület felügyelője nevezte el az öntözéshez hasznosított Cloverdale-árokról. A térségben lóherét, lucernát és burgonyát is termesztettek.
Az első iskola 1900-ban nyílt meg. A leváltására 1919-ben nyílt épületben ma óvoda és tűzoltóság található.

## Fordítás
- Ez a szócikk részben vagy egészben  a   Cloverdale, Deschutes County, Oregon című angol Wikipédia-szócikk ezen változatának fordításán alapul.  Az eredeti cikk szerkesztőit annak laptörténete sorolja fel. Ez a jelzés csupán a megfogalmazás eredetét és a szerzői jogokat jelzi, nem szolgál a cikkben szereplő információk forrásmegjelöléseként.